# 岩崎俊弥

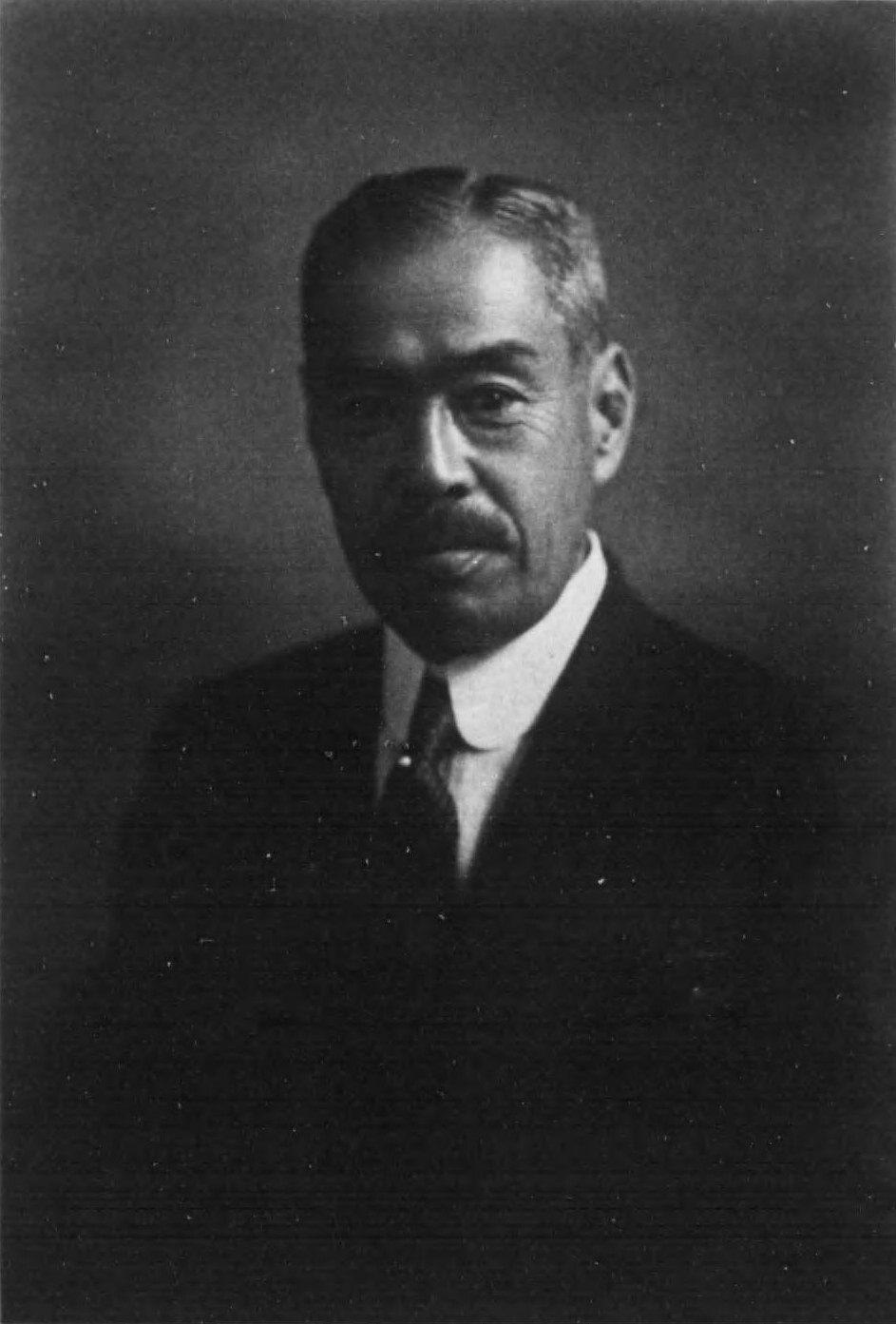
岩崎俊弥

岩崎 俊弥（いわさき としや、明治14年（1881年）1月28日 - 昭和5年（1930年）10月16日）は日本の実業家で、旭硝子（現・AGC）の創業者。

## 人物
三菱財閥2代目当主・岩崎弥之助の次男として東京府（現・東京都）に生まれた。
1891年に高等師範学校附属小学校（現・筑波大学附属小学校）、1898年に高等師範学校附属中学校（現・筑波大学附属中学校・高等学校）を卒業。ロンドン大学に留学して応用化学を専攻。
帰国後は日本の近代化の中で大きな需要が期待される板ガラスの製造に取り組むことを決意し、1906（明治39）年にガラス器具を製造している島田孫市と共同で大阪島田硝子製造を設立。翌1907（明治40）年島田と袂を分かち旭硝子を設立し、日本で初めて板ガラスの製造に成功した。墓所は多磨霊園。
八穂夫人（盧高朗の六女）との間に長女・八重子、次女・淑子、三女・温子の3女をもうけた。なお八穂の父・盧高朗の出身である盧家は元々明帰化族の出であり、代々長崎で唐通事を任じられていた。淑子は俊弥の兄・小弥太の養女となり、岩崎小弥太は林董の孫・忠雄を淑子の婿として迎えた。また俊弥の死後八穂未亡人は近藤宏太郎の四男・寿男を温子の婿として迎え、八穂の婿養子となった岩崎寿男はのちに三菱自動車工業の常務を務めた。ベンチャーキャピタルの分野で活動しているキャピタリスト・岩崎俊男は寿男・温子夫妻の長男で、俊弥の孫にあたる。